# Adib Nur Hakim
Muhammad Adib Nur Hakim bin Azahari (* 9. März 1998 in Singapur) ist ein singapurischer Fußballspieler.

## Karriere
Adib Nur Hakim erlernte das Fußballspielen in der National Football Academy. Seinen ersten Vertrag unterschrieb der Torwart im September 2016 bei den Young Lions. Die Young Lions sind eine U23-Mannschaft, die 2002 gegründet wurde. In der Mannschaft spielen U23-Nationalspieler und auch Perspektivspieler. Ihnen soll die Möglichkeit gegeben werden, Spielpraxis in der ersten Liga, der Singapore Premier League, zu sammeln. Hier kam er jedoch nicht zum Einsatz. Im Februar 2020 wechselte er zu den Lion City Sailors. Sein Erstligadebüt gab er am 14. Mai 2025 im Heimspiel gegen Balestier Khalsa. Bei der 0:1-Heimniederlage stand er in der Startelf und spielte die kompletten 90 Minuten. Am Ende der Saison 2024/25 feierte er mit den Sailors die singapurische Meisterschaft. Am 18. Mai 2025 bestritt er mit den Sailors das Finale der AFC Champions League Two. Hier musste man sich im heimischen Bishan Stadium dem Sharjah FC mit 1:2 geschlagen geben. Am 31. Mai 2025 stand er mit den Sailors im Endspiel des Singapore Cup. Das Finale gegen die Tampines Rovers gewann man mit durch ein Tor von Bart Ramselaar mit 1:0.

## Erfolge
Lion City Sailors
- Singapurischer Meister: 2024/25
- Singapore Cup-Sieger: 2025
- AFC Champions League Two: 2024/25 (Finalist)